# Jezioro Skonieczne
Jezioro Skonieczne – jezioro w woj. warmińsko-mazurskim, w powiecie szczycieńskim, w gminie Jedwabno. Wędkarsko jest to jezioro typu linowo-szczupakowego. Hydrologicznie jezioro otwarte, połączone rowem z jeziorem Średnim.

## Opis jeziora
Zbiornik wydłużony z północy na południe, w południowym krańcu połączony z Jeziorem Średnim. U południowego krańca jeziora oraz w północnej i środkowej części wschodniego brzegu leżą mokradła. Inne brzegi są wysokie, czasem nawet strome, otoczone lasem. Jezioro leży daleko od innych miejscowości, jest dość dzikie i ma niewielkie znaczenie turystyczne. Sąsiadujące jeziora są bliżej zabudowań i to one są bardziej oblegane przez turystów.
Najbliższa miejscowość to Piduń. Dojazd ze Szczytna drogą krajową nr 58 w stronę Nidzicy, następnie w miejscowości Narty, drogą gruntową w lewo. Droga nazywana jest Szeroką Drogą. Można też dojechać wyłącznie drogami utwardzonymi, wtedy krajową nr 58, a w Jedwabnie w drogę wojewódzką nr 508.

## Dane morfometryczne
Powierzchnia zwierciadła wody według różnych źródeł wynosi od 27,5 ha do 29,5 ha. do ha.
Zwierciadło wody położone jest na wysokości 130,3 m n.p.m. lub 129,4 m n.p.m. Średnia głębokość jeziora wynosi 3,2 m, natomiast głębokość maksymalna 7,2 m. Długość linii brzegowej wynosi 2970 m.

## Hydronimia
Według urzędowego spisu opracowanego przez Komisję Nazw Miejscowości i Obiektów Fizjograficznych (KNMiOF) nazwa tego jeziora to Jezioro Skonieczne. W różnych publikacjach i na mapach topograficznych jezioro to występuje pod nazwą Konieczne lub Koneczne bądź Koniczne.

## Piduń-Rekownica
Jest to jedno z grupy jezior zgrupowanych w okolicy wsi Rekownica – Piduń. Grupa tych jezior jest wzajemnie połączona i tworzy strugę Rekownica, która jest lewym dopływem Omulwi. Jeziora leżą przy drodze wojewódzkiej nr 508, łączącej Jedwabno i Wielbark. Grupa tych jezior znajduje się w odległości ok. 12 km od Szczytna, licząc w linii prostej. W grupie opisanych jezior znajduje się też jezioro Kociołek, które jest obecnie hydrologicznie zamknięte.